# June Dayton
June Dayton, nata Mary June Wetzel (Dayton, 24 agosto 1923 – Sherman Oaks, 13 giugno 1994), è stata un'attrice statunitense.
Per il cinema recitò in 5 film dal 1963 al 1978 mentre per il piccolo schermo diede vita a numerosi personaggi in oltre cento produzioni dal 1951 al 1986.

## Biografia
June Dayton nacque a Dayton, in Ohio, il 24 agosto 1923. Assunse il nome d'arte di June Dayton per ricordare la città natia. Iniziò a lavorare come attrice in teatro e fece parte di diverse produzioni a Broadway fin dagli anni quaranta. Passò a recitare per la televisione già dai primi anni cinquanta. Debuttò al cinema solo nel 1963 nel film La notte del delitto.
La sua lunga serie di partecipazioni per gli schermi televisivi vede numerose interpretazioni in serie televisive. Tra i personaggi comparsi in più di un episodio si possono trovare Mary Aldrich in The Aldrich Family interpretata dal 1952 al 1953, Thelma in 4 episodi della serie F.B.I. nel 1965 (più altri tre episodi con altri ruoli) e Marie Adams in un doppio episodio della serie Barnaby Jones nel 1979 (più altri due episodi con altri ruoli nel 1974). Diede inoltre vita a numerosi personaggi minori in molti episodi di serie televisive collezionando diverse apparizioni come guest star dagli anni cinquanta agli anni ottanta. Prese parte anche ad un episodio della serie classica di Ai confini della realtà, intitolato nella versione in italiano I pensieri degli altri, trasmesso in prima televisiva nel 1961.
La sua carriera cinematografica può contare su poche presenze con interpretazioni quali quelle di Vera Driscoll in La notte del delitto  del 1963, di Mrs. Gordon in One Man's Way del 1964 e di Bess Truman in The Man from Independence del 1974.
Fu accreditata per l'ultima volta sugli schermi televisivi in una puntata della soap "Febbre d'amore", trasmessa il 17 marzo 1986, nella quale ha interpretato il ruolo della governante di Mr. Wilcox (ruolo che aveva già interpretato in altre due puntate), mentre per il grande schermo l'ultimo ruolo affidatogli fu quello di Mrs. Boothe nel film The Other Side of the Mountain: Part II del 1978, seguito di Una finestra sul cielo (1975).
Sposò l'attore Dean Harens nel 1947. Morì a Sherman Oaks, in California, il 13 giugno 1994.

## Filmografia

### Cinema
- La notte del delitto (Twilight of Honor) (1963)
- One Man's Way (1964)
- Tora! Tora! Tora! (1970)
- The Man from Independence (1974)
- The Other Side of the Mountain: Part II (1978)

### Televisione
- Kraft Television Theatre – serie TV, 8 episodi (1949-1956)
- Lux Video Theatre – serie TV, 2 episodi (1950-1952)
- Studio One – serie TV, 8 episodi (1950-1955)
- Robert Montgomery Presents – serie TV, 4 episodi (1950-1955)
- Suspense – serie TV, un episodio (1951)
- Danger – serie TV, un episodio (1951)
- Lights Out – serie TV, episodi 3x27-3x40 (1951)
- The Aldrich Family – serie TV, 4 episodi (1952-1953)
- Short Short Dramas – serie TV, 3 episodi (1952-1953)
- The Doctor – serie TV, episodio 1x40 (1953)
- The Web – serie TV, un episodio (1953)
- Kraft Television Theatre – serie TV, 3 episodi (1954-1955)
- The Man Behind the Badge – serie TV, un episodio (1954)
- Inner Sanctum – serie TV, 2 episodi (1954)
- The Brighter Day – serie TV  (1961-1962)
- Armstrong Circle Theatre – serie TV, 3 episodi (1955-1957)
- Perry Mason – serie TV, 5 episodi (1957-1965)
- Goodyear Television Playhouse – serie TV, un episodio (1957)
- Mike Hammer – serie TV, 2 episodi (1958-1959)
- The Millionaire – serie TV, 2 episodi (1958-1960)
- Gunsmoke – serie TV, 4 episodi (1958-1970)
- Il tenente Ballinger (M Squad) – serie TV, un episodio (1958)
- The People's Choice – serie TV, 2 episodi (1958)
- Man Without a Gun – serie TV, un episodio (1958)
- Avventure in elicottero (Whirlybirds) – serie TV, un episodio (1958)
- Alcoa Theatre – serie TV, un episodio (1958)
- Playhouse 90 – serie TV, un episodio (1958)
- I racconti del West (Zane Grey Theater) – serie TV, un episodio (1958)
- Special Agent 7 – serie TV, un episodio (1959)
- Avventure lungo il fiume (Riverboat) – serie TV, un episodio (1959)
- General Electric Theater – serie TV, un episodio (1959)
- The Law and Mr. Jones – serie TV, 2 episodi (1960-1961)
- Death Valley Days – serie TV, 4 episodi (1960-1970)
- Philip Marlowe – serie TV, episodio 1x21 (1960)
- Dennis the Menace – serie TV, un episodio (1960)
- Ricercato vivo o morto (Wanted: Dead or Alive) – serie TV, episodio 3x06 (1960)
- I detectives (Detectives) – serie TV, episodio 2x11 (1960)
- Hong Kong – serie TV, episodio 1x16 (1961)
- The Brothers Brannagan – serie TV, un episodio (1961)
- Gli intoccabili (The Untouchables) – serie TV, un episodio (1961)
- Ai confini della realtà (The Twilight Zone) – serie TV, episodio 2x16 (1961)
- The New Breed – serie TV, episodio 1x01 (1961)
- The Investigators – serie TV, episodio 1x01 (1961)
- The Dick Van Dyke Show – serie TV, un episodio (1961)
- Il fuggiasco (The Fugitive) – serie TV, 3 episodi (1963-1966)
- L'ora di Hitchcock (The Alfred Hitchcock Hour) – serie TV, episodio 1x19 (1963)
- The Lloyd Bridges Show – serie TV, un episodio (1963)
- The Fisher Family – serie TV, un episodio (1963)
- Sotto accusa (Arrest and Trial) – serie TV, episodio 1x05 (1963)
- La grande avventura (The Great Adventure) – serie TV, episodio 1x22 (1964)
- Mr. Novak – serie TV, episodio 1x29 (1964)
- Il mio amico marziano (My Favorite Martian) – serie TV, un episodio (1964)
- Il dottor Kildare (Dr. Kildare) – serie TV, un episodio (1964)
- F.B.I. (The F.B.I.) – serie TV, 7 episodi (1965-1972)
- Slattery's People – serie TV, un episodio (1965)
- The Bing Crosby Show – serie TV, un episodio (1965)
- The Wackiest Ship in the Army – serie TV, episodio 1x04 (1965)
- Paradise Bay – serie TV (1965)
- I giorni della nostra vita – serie TV (Days of Our Lives) (1965)
- Per favore non mangiate le margherite (Please Don't Eat the Daisies) – serie TV, un episodio (1966)
- CBS Playhouse – serie TV, un episodio (1967)
- Hondo – serie TV, episodio 1x12 (1967)
- Lancer – serie TV, 2 episodi (1968-1969)
- Insight – serie TV, 2 episodi (1968-1970)
- The Second Hundred Years – serie TV, un episodio (1968)
- Al banco della difesa (Judd for the Defense) – serie TV, 2 episodi (1968)
- Squadra speciale anticrimine (The Felony Squad) – serie TV, episodio 2x26 (1968)
- Hawaii squadra cinque zero (Hawaii Five-O) – serie TV, un episodio (1968)
- Ironside – serie TV, un episodio (1969)
- Bracken's World – serie TV, un episodio (1969)
- La terra dei giganti (Land of the Giants) – serie TV, un episodio (1969)
- Dove vai Bronson? (Then Came Bronson) – serie TV, un episodio (1970)
- Dan August – serie TV, un episodio (1970)
- Il rifugio del corvo (Crowhaven Farm) – film TV (1970)
- Marcus Welby (Marcus Welby, M.D.) – serie TV, un episodio (1970)
- Mod Squad, i ragazzi di Greer (The Mod Squad) – serie TV, 2 episodi (1971-1973)
- Cannon – serie TV, 2 episodi (1971-1974)
- Giovani avvocati (The Young Lawyers) – serie TV, episodio 1x22 (1971)
- La famiglia Smith (The Smith Family) – serie TV, un episodio (1971)
- Room 222 – serie TV, 3 episodi (1971)
- I nuovi medici (The Bold Ones: The New Doctors) – serie TV, un episodio (1971)
- Letters from Three Lovers – film TV (1973)
- Difesa a oltranza (Owen Marshall, Counselor at Law) – serie TV, un episodio (1973)
- Le strade di San Francisco (The Streets of San Francisco) – serie TV, 3 episodi (1974-1977)
- Barnaby Jones – serie TV, 4 episodi (1974-1979)
- Shaft – serie TV, un episodio (1974)
- The ABC Afternoon Playbreak – serie TV, un episodio (1974)
- Alla ricerca di un sogno (The New Land) – serie TV, un episodio (1974)
- Lucas Tanner – serie TV, un episodio (1974)
- Get Christie Love! – serie TV, un episodio (1974)
- Movin' On – serie TV, un episodio (1975)
- La casa nella prateria (Little House on the Prairie) – serie TV, episodio 2x04 (1975)
- L'uomo da sei milioni di dollari (The Six Million Dollar Man) – serie TV, 2 episodi (1976-1978)
- Switch – serie TV, un episodio (1976)
- Lou Grant – serie TV, 2 episodi (1977-1978)
- Quincy (Quincy M.E.) – serie TV, 5 episodi (1977-1983)
- Something for Joey – film TV (1977)
- Washington: Behind Closed Doors – miniserie TV, un episodio (1977)
- Deadman's Curve – film TV (1978)
- Captain America – film TV (1979)
- Febbre d'amore (The Young and the Restless) – serie TV, 3 episodi (1986)